# 喀土穆大屠殺
喀土穆大屠杀发生于2019年6月3日，当时正值苏丹示威期间。由金戈威德民兵的直接继承组织快速支援部队领导的苏丹过渡军事委员会武装部队，对示威者采取镇压行动。武装部队使用实弹和催泪瓦斯驱散了喀土穆的静坐示威者，造成超过100人死亡。此次镇压导致上百名手无寸铁的市民受伤及被捕；另外快速支援部队强奸了超过70多名男女。大屠杀发生时，当局封锁了苏丹的互联网，使得事件的伤亡统计工作难以进行。
2019年10月，根据苏丹2019年8月宪法宣言草案第 7.（16）条的要求，过渡时期总理阿卜杜拉·哈姆多克授权建立了喀土穆大屠杀调查委员会。该委员会由人权律师纳比勒·阿迪卜领导，但因其成员不包含女性，遭到了反对压迫妇女倡议组织的反对。

## 背景
2018年12月，苏丹爆发大规模示威，要求时任总统奥马尔·巴希尔下台。2019年4月11日，军方包围总统府，巴希尔宣布辞职，而后被军方逮捕。军方遂宣布成立过渡军事委员会（TMC）以接管国家政权。苏丹专业人士协会等反对派团体要求过渡军事委员会立即无条件让位，新成立一个文官过渡政府领导国家并推进改革。苏丹专业人士协会与过渡军事委员会开展了两个多月的会谈，在过渡政府应由文官或军人领导的问题上存在分歧。会谈期间，过渡军事委员会部队多次驱散示威者。
2019年5月30日，专业人士协会对过渡军事委员会“计划发动致命袭击”表示担忧，警告快速支援部队等其他武装力量的军用卡车正在示威地点附近集结。6月1日，专业人士协会表示，有理由相信过渡军事委员会将以过度暴力结束和平示威。